# أرسكناي عليا
أرسكناي عليا (بالفارسية: ارسکنای علیا) هي منطقة سكنية تقع في قسم تشاراويماق الجنوبي الغربي الريفي في إيران. يقدر عدد سكانها بـ 75 نسمة .